# Rudolf Siebold
Rudolf Siebold (Zell im Wiesental, 11 maart 1924 – Überlingen, 4 februari 1983) was een Duits componist, muziekpedagoog en dirigent. 

## Levensloop
Siebold studeerde van 1953 tot 1956 bij Willy Schneider aan de Hochschule für Musik Trossingen in Trossingen, toen nog: Hochschulinstitut für Musik. 
Van 1950 tot 1970 was hij dirigent van het Blasorchester Unterlauchringen e.V. en heeft zich aldaar ook voor de opleiding van de jeugdige muzikanten ingezet. Maar hij zette zich ook voor de federatie van harmonieorkesten in en werd in 1953 president van de Volksmusikverband Oberrhein. In 1955 werd hij Bundesjugendleiter in de overkoepelende Bund deutscher Blasmusikverbände en bleef in deze functie tot 1966. In 1956 werd hij in Unterlauchringen, nu: Lauchringen, tot muziekdirecteur benoemd. Van 1968 tot 1976 was hij Bundesmusikdirektor in de Bund deutscher Blasmusikverbände. Eveneens was hij dirigent van de Stadtmusik Wehr en van de Jungbläserkeis Hochrhein. 
Vanaf 1961 was hij ook gastdocent aan de Hochschule für Musik Trossingen in Trossingen.
In oktober 1970 werd hij directeur van de Jugendmusikschule Überlingen en tegelijkertijd dirigent van de Stadtmusik Überlingen. Tot 1978 was Siebold ook stedelijk muziekdirecteur in Überlingen. 

## Composities

### Werken voor harmonieorkest
- 1952 Unterlauchringer Narrenmarsch
- 1963 Neuer Wehrer Narrenmarsch
- 1969 Haimet am Hochrhy, hymne voor harmonieorkest
- 1971 Die Jungtrommler-Gilde
- 1971 Alfons Buser Marsch

### Kamermuziek
- Fanfare und Spiel - 2 Fanfaren, voor drie trompetten en pauken